# Quốc kỳ Bulgaria

Quốc kỳ Bulgaria

Quốc kỳ Bulgaria (tiếng Bulgaria: Национално знаме на България) có ba màu nằm ngang bằng nhau là: màu trắng, xanh lục và đỏ (tương tự Quốc kỳ Nga, nhưng dải giữa màu xanh lục). Lá cờ này được chấp nhận lần đầu tiên sau Chiến tranh Nga - Thổ Nhĩ Kỳ (1877-1878), khi Bulgaria giành được độc lập. Cờ quốc gia đôi khi bị buộc tội với biểu tượng nhà nước, đặc biệt là trong nước Cộng hòa Nhân dân Bulgaria. Cờ hiện nay được tái thiết lập với Hiến pháp Bulgaria năm 1991 và đã được xác nhận trong luật năm 1998.